# 132D号联邦公路
132D号联邦公路（西班牙語：Carretera Federal 132D）是墨西哥境内的一条公路，为该国公路系统中平行于132号联邦公路的收费公路。该公路为墨西哥城-图斯潘公路通道的重要组成部分，起自墨西哥州埃卡特佩克市，断续通过伊达尔戈州、普埃布拉州，止于韦拉克鲁斯州蒂瓦特兰市境内与180号、130D号联邦公路互通处，总长约165.28公里。

## 建设历程
132D号联邦公路最早启动建设的时间可追溯至1991年，彼时墨西哥交通部公布了建设连接埃卡特佩克及皮拉米德斯地区高等级公路的规划，并开放该段公路的特许经营权给项目承包商。
2014年9月17日，该公路最为困难、工程量最大的一段——新内卡哈至阿维拉·卡马乔镇段竣工，标志着墨西哥城至图斯潘快速通道正式通车。这一快速通道的投用将墨西哥城至图斯潘之间原本6个小时的行车缩短到2小时45分，对加强墨西哥湾区和内陆间的人员流通、物资运输，及沿线地区旅游资源开发等起到了极大的促进作用。时任墨西哥总统恩里克·培尼亚·涅托出席了竣工仪式并宣告公路的全线开通。
2015年7月，132D号联邦公路新内卡哈-蒂瓦特兰段获得墨西哥《拓展报》旗下Obras工程杂志颁发的“年度工程奖”。

## 分段
132D号联邦公路为一条非连续的公路。根据墨西哥交通部及联邦道路桥梁管理局发布的《墨西哥公路数据报告（2020年版）》，该公路分为4个区段：
1）埃卡特佩克-皮拉米德斯段，全长22.2公里；
2）图兰辛戈-本塔格兰德段，全长39.6公里；
3）特霍科塔尔-新内卡哈段，全长18.7公里；
4）新内卡哈-蒂瓦特兰段，全长84.78公里。
在墨西哥联邦政府公开的其它数据中，也有将新内卡哈-蒂瓦特兰段拆分为新内卡哈-阿维拉·卡马乔镇、阿维拉·卡马乔镇-蒂瓦特兰两段进行里程及收费标准计算的情况。
埃卡特佩克-皮拉米德斯段、图兰辛戈-本塔格兰德段及特霍科塔尔-新内卡哈段为墨西哥交通部及联邦道路桥梁管理局管理收费的路段，新内卡哈-蒂瓦特兰段则由承建方墨西哥ICA集团及西班牙Globalvía投资公司组建的内卡哈-蒂瓦特兰公路有限公司（AUNETI）运营。

## 走向

### 埃卡特佩克-皮拉米德斯段
132D号联邦公路起于墨西哥州埃卡特佩克市境内91号收费站，但自墨西哥城驶来的车辆可直接通过该站预留的通道进入公路正线，在其后的主线收费站处进行缴费。自图斯潘方向来车经过该主线收费站后，可利用互通立交桥驶向85D号联邦公路（墨西哥城及帕丘卡方向）、57D号联邦公路（克雷塔罗方向）及何塞·洛佩斯·波蒂略大道（途径科亚卡科、图尔蒂特兰等地）。公路向东行进，设一互通连接通往特斯科科的142号州际公路；在阿科曼城附近设有互通连接特斯科科-皮拉米德斯公路。行至霍梅特拉镇附近，公路分为两支，其中132D向特奥蒂瓦坎方向转去，止于金字塔旅游区外侧；去往图兰辛戈方向一支以132的编号继续前行。

### 图兰辛戈-本塔格兰德段

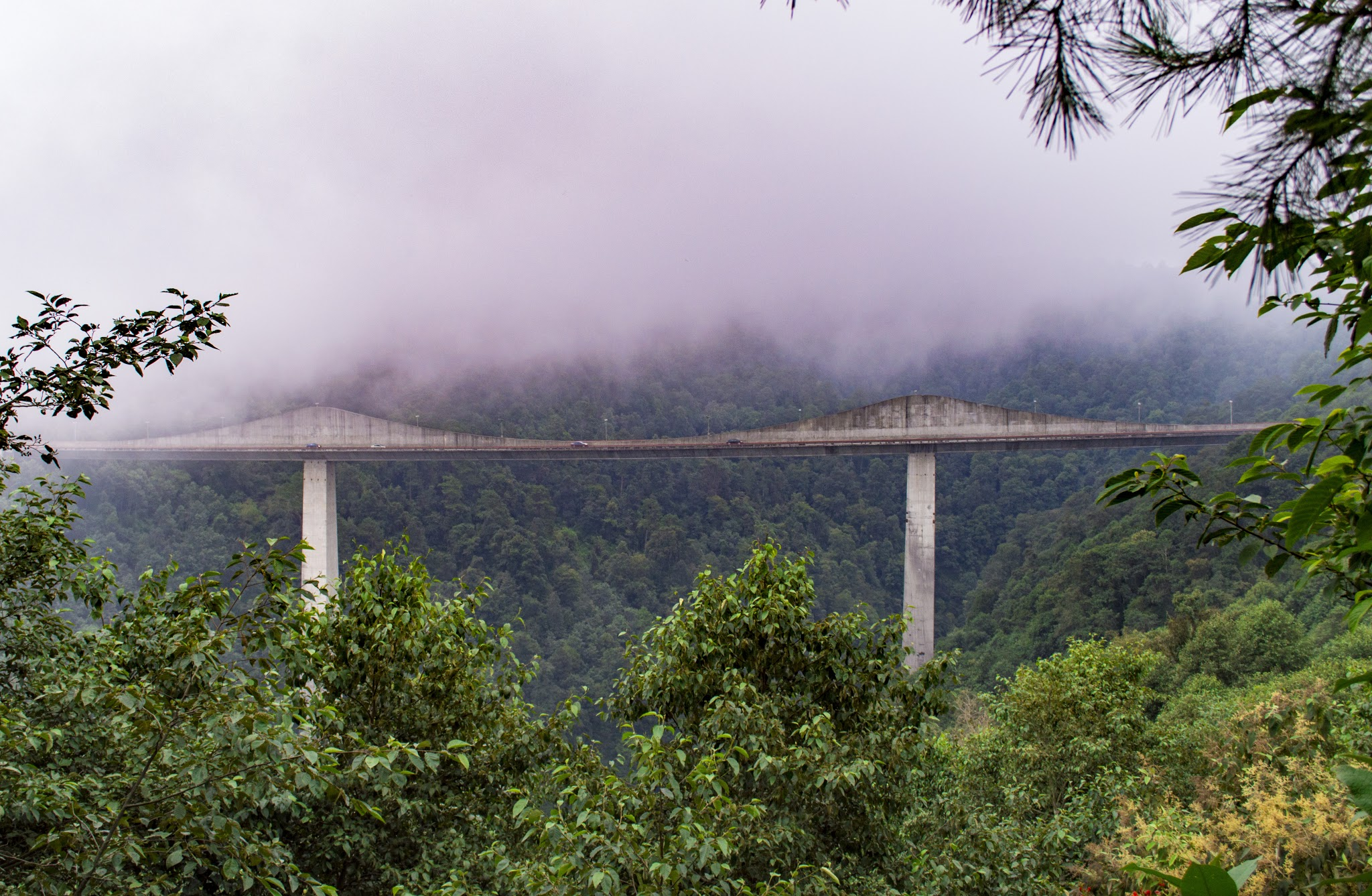
位于伊达尔戈州及普埃布拉州交界处的特斯卡帕大桥

在图兰辛戈市西南，132D号联邦公路再度汇出，向东北方向外绕图兰辛戈市区，并与图兰辛戈-帕丘卡州级公路交汇；随后向东行至与130号联邦公路交汇处设一四向互通及特霍科塔尔收费站。行至伊达尔戈州与普埃布拉州交界附近的特霍科塔尔湖处时，该公路与130号联邦公路再次交汇，自该处可驶入前往特拉斯科方向的119D号联邦公路，及前往萨卡特兰、奇格纳瓦潘及阿皮萨科等地的119号联邦公路。随后，该公路在特斯卡帕大桥处离开伊达尔戈州境，结束本段。

### 特霍科塔尔-新内卡哈段
自特斯卡帕大桥入普埃布拉州境内后，公路开始进入山区，向东行至西洛库奥特拉村附近转向北，至瓦乌奇南戈以东设置一出口互通，连接该市市区及东侧的新内卡哈镇。自此段开始，公路沿线设有为刹车失灵的重载车辆进行减速和引导的红色地标线及应急斜坡，以帮助失控车辆脱离险境。

### 新内卡哈-蒂瓦特兰段

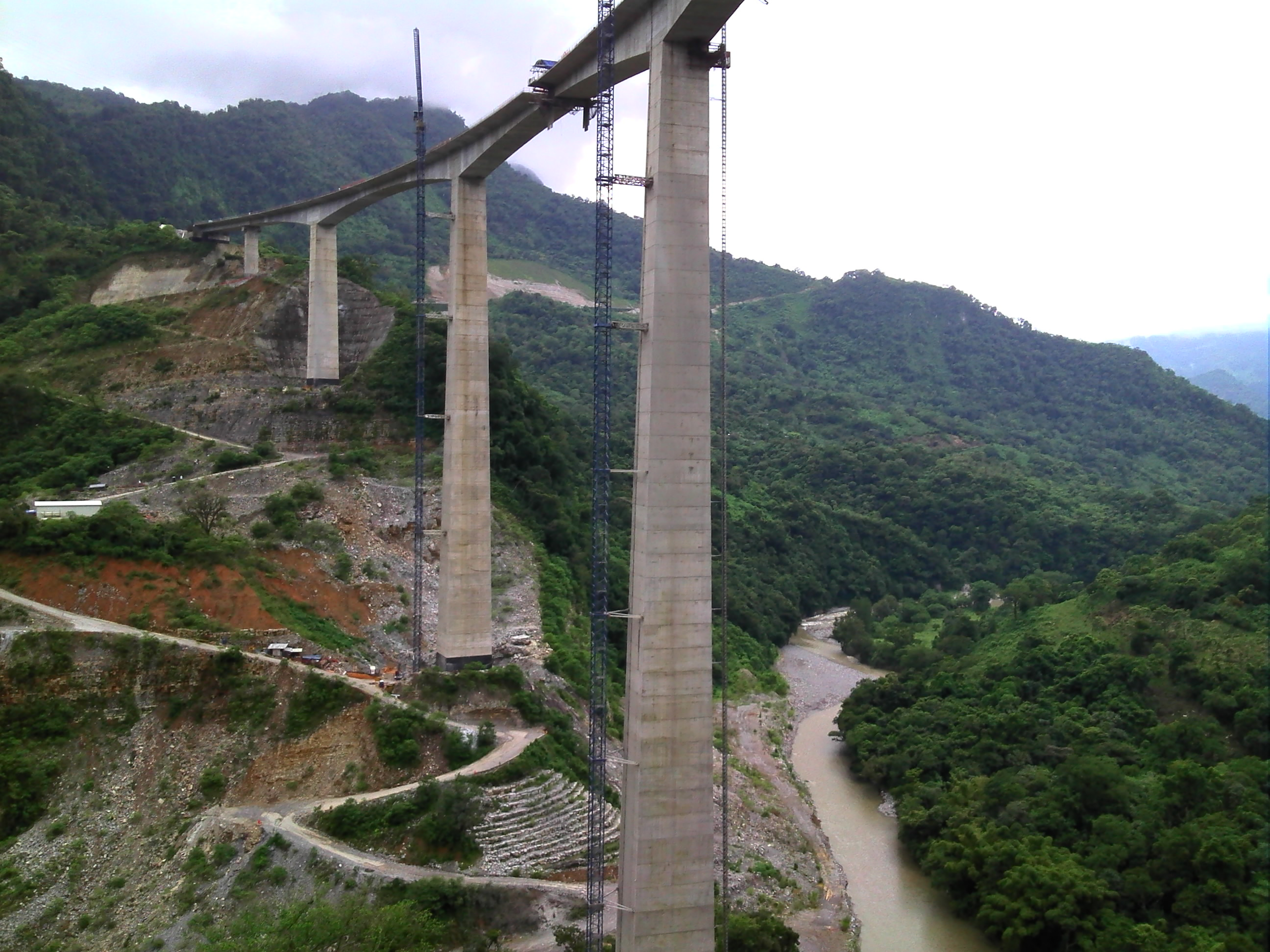
圣马科斯大桥（摄于2012年在建期间）

在该段，132D号联邦公路首先通过内卡哈水电站库区西侧，随即进入900米长的内卡哈隧道，越内卡哈尔特佩特尔山而过；在西科特佩克-德华雷斯镇附近设有一组4个的连续隧道群，含1个单洞双车道隧道及3个双洞四车道隧道，其中最长为1380米的索奇塔尔隧道。随后，该公路以850米长、225米高、单跨达180米的圣马科斯大桥（又名吉尔伯托·博尔哈·纳瓦雷特大桥）跨越卡索内斯河深谷，在左岸的山体上蜿蜒前行，至普兰-德阿亚拉村附近结束困难路段，转向东北进入开阔的台地区域，在此之后以近乎笔直的走向进入韦拉克鲁斯州，直至蒂瓦特兰市以南的180号联邦公路交汇处。
普兰-德阿亚拉至蒂瓦特兰沿线主要设施包括在普埃布拉州一侧的阿维拉·卡马乔镇连接线、埃尔皮涅尔收费站、梅卡帕拉帕-拉萨罗·卡德纳斯镇州级公路互通及前往贝努斯蒂亚诺·卡兰萨镇的连接线；在韦拉克鲁斯州一侧设有米亚瓦潘收费站。
墨西哥城方向的来车在180号联邦公路互通可向北前往蒂瓦特兰，或向南前往波萨里卡；在该互通向前公路编号变为130D，直抵约40公里外的图斯潘市。